# Büsdorf
Büsdorf ist ein Ortsteil der Stadt Bergheim in Nordrhein-Westfalen. Der Ort liegt auf den Ausläufern der Ville im nördlichen Bergheimer Stadtgebiet.
Vor Ort gibt es einen Kindergarten, eine Gaststätte sowie einen Kiosk. Weitere Einkaufsmöglichkeiten befinden sich in Niederaußem und Oberaußem.

## Geschichte

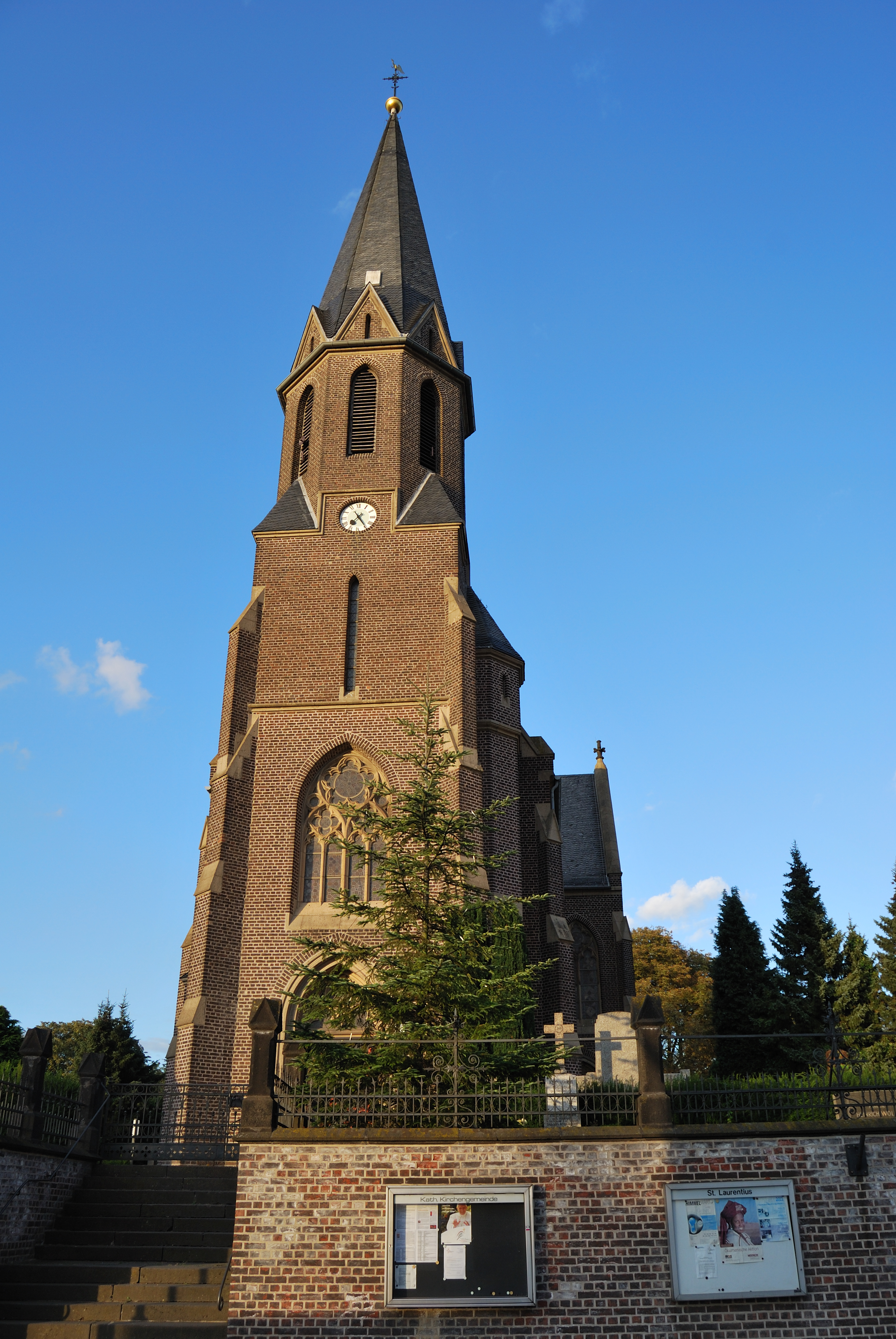
Die katholische Pfarrkirche St. Laurentius

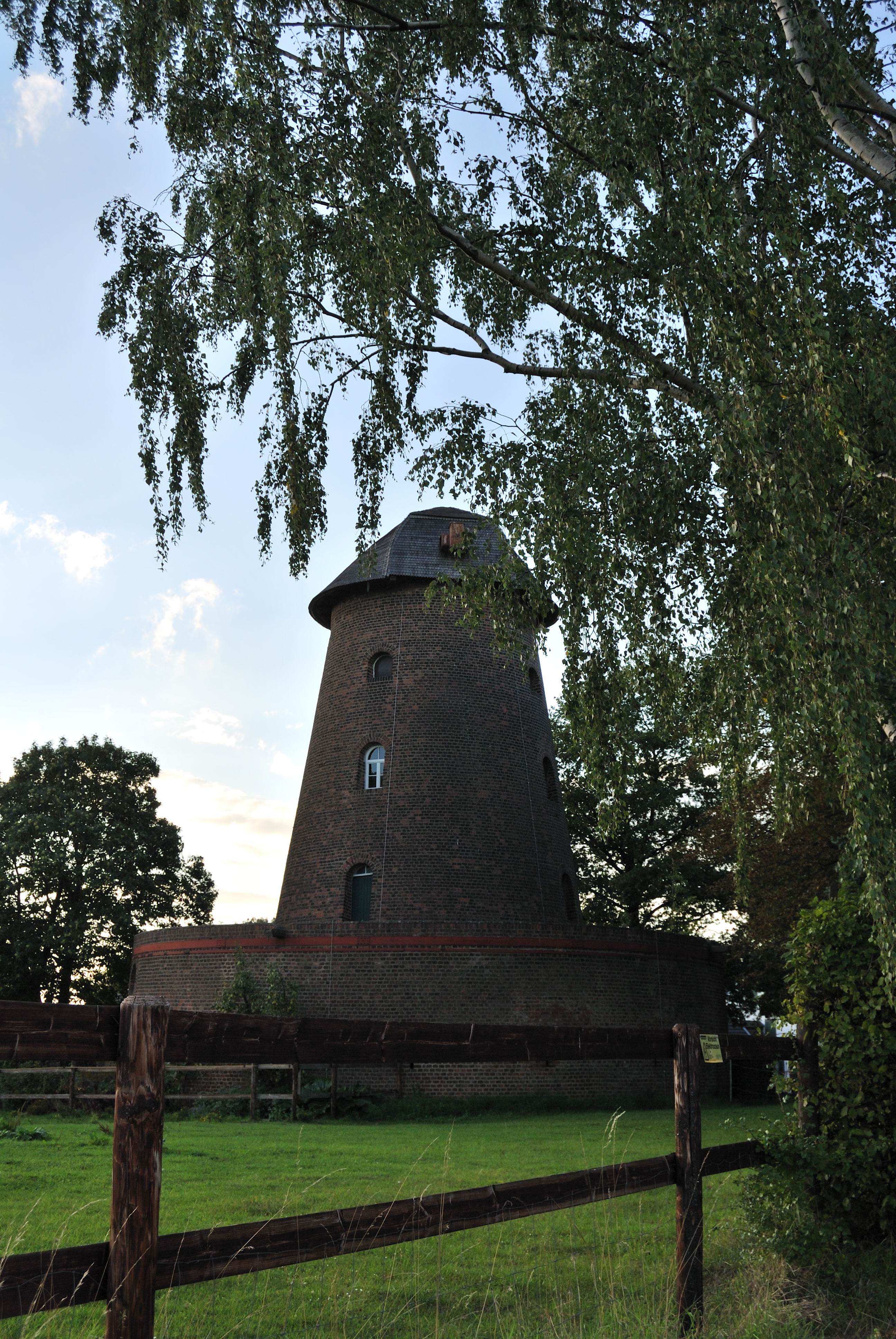
Die Büsdorfer Mühle

Büsdorf wird erstmals 927 in einer Urkunde des Kölner Erzbischofs Wichfried erwähnt. Vielfach aufgrund seiner Lage an der Fernstraße von Köln über Kaster und Erkelenz nach Holland.
Im Jahr 1520 reist Albrecht Dürer durch den Ort und erwähnt dies in seinen Reisenotizen.
Aufgrund der fruchtbaren Böden wurden seit jeher Ackerbau und Viehzucht betrieben.
Oberhalb von Büsdorf steht auf einem Ausläufer des Vorgebirges (Ville) eine der letzten Windmühlen im Rhein – Erftkreis. Die Lage im Gelände, 108 Meter über dem Meeresspiegel, war für die Anlage einer Mühle ideal. So ist es zu erklären, dass schon vor 1600 eine Windmühle an dieser Stelle urkundlich bezeugt ist.
Die jetzige Mühle wurde um das Jahr 1850 von dem Müller Vinzenz Coenen und seiner Frau Elisabeth erbaut. Sie gehört dem Typ der Turmwindmühle an.
An der Mühle in Büsdorf fehlen seit zwei schweren Stürmen um das Jahr 1985 die Flügel. Sie wurden vom Sturm abgerissen. Gemahlen wurde in der Mühle bis zum Jahre 1928. Seitdem ist sie nur noch ein Denkmal der Technik, die einen weiten Blick in das Kölner Land bis zum Siebengebirge hin gewährt
Den Zweiten Weltkrieg überstand der Ort ohne größere Schäden.
Der Ort gehörte bis 1974 zur Gemeinde Hüchelhoven und wurde am 1. Januar 1975 im Zuge der kommunalen Neugliederung ein Teil der Stadt Bergheim.

## Sehenswürdigkeiten
Sehenswert sind im Ort die historische Windmühle sowie die katholische Pfarrkirche St. Laurentius mit einem romanischen Kruzifixus um 1060/1070 aus der Nachfolge des Gerokreuz im Kölner Dom.

## Verkehr
Die VRS-Buslinie 970 der Rhein-Erft-Verkehrsgesellschaft verbindet Büsdorf mit Bergheim und Köln-Bocklemünd. Zusätzlich verkehren einzelne Fahrten der auf die Schülerbeförderung ausgerichteten Linien 923 und 972.
| Linie | Verlauf |
| ----- | --- |
| 923   | Stadtverkehr Bergheim |
| 970   | Bocklemünd (Stadtbahn) – Pulheim – Stommeln – Fliesteden – Büsdorf – Niederaußem – Oberaußem – Bergheim Bf (/ Quadrath-Ichendorf Bf)                    |
| 972   | Schülerverkehr: (Weiden West –) Abtei Brauweiler – Fliesteden – Glessen – Büsdorf – Niederaußem – Oberaußem – Quadrath-Ichendorf – Kenten – Bergheim Bf |

## Filmgeschichte
Die Ortseinfahrt Büsdorf (von Rheidt kommend) mit Kirchturm erscheint in einer Sequenz im Film Knockin’ on Heaven’s Door (mit Til Schweiger). Auch die Fahrt durch das Maisfeld, welches extra für die Dreharbeiten zu Knockin’ on Heaven’s Door angelegt wurde, wurde zwischen Büsdorf und Rheidt gedreht. Im Film Ballermann 6 (von und mit Tom Gerhardt) ist Büsdorf ebenfalls zu sehen (hier als Bergheim).